# Баријум-сулфат
Баријум-сулфат је неорганско хемијско једињење хемијске формуле .

## Налажење
У природи се јавља као барит.

## Добијање
Може се добити мешањем раствора неке баријумове соли и сулфата. Настаје као бели талог.

## Физичко-хемијска својства
То је бела чврста супстанца. Топлота на њега не утиче ако је испод 1500 °. Веома је слабо растворљив у води. Међутим баријум-хидрогенсулфат је умерено растворан у води, а добија се у реакцији баријум-сулфата са концентрованом сумпорном киселином. Када се баријум-сулфат редукује са угљеником добија се баријум-сулфид. Реагује и са натријум-карбонатом у вишку на повишеној температури:

## Употреба
Употребљава се у производњи боје (тзв. перманентно белило). Такође је и пунило за гуму, а користи се и као додатак у производњи хартије како би јој повећао непрозирност и тежину.
Баријум-сулфат користи се и као контрастно средство у радиологији, за визуелизацију гастроинтестиналног тракта. Примењује се као суспензија, при чему су величина честица и кристални облик веома важни у справљању стабилне суспензије. Даје се перорално, уз одговарајуће коригенсе укуса, и то у значајној количини јер је неопходно адекватно пуњење органа, или алтернативно у виду клистира, за испитивања дебелог црева. Баријум-сулфат је погодно контрастно средство јер релативно велика маса баријумовог језгра условљава добру апсорпцију рендгенског зрачења, док је он сам готово потпуно нерастворан у води, органским растварачима, алкалијама и киселинама. Имајући у виду високу токсичност баријумових јона, већина фармакопеја прописује да примењени баријум-сулфат не сме садржати више од 10 ppm растоворних баријумових соли. Количина супстанце која се апсорбује из ГИТ-а није мерљива.